# 里帕布利克 (密歇根州)
里帕布利克（英語：Republic）是位於美國密歇根州馬凱特縣洪堡鎮區及里帕布利克鎮區的一個普查規定居民點。

## 人口
根據2020年美國人口普查的數據，里帕布利克的面積為10.21平方千米，當中陸地面積為9.37平方千米，而水域面積為0.85平方千米。當地共有人口470人，而人口密度為每平方千米46.03人。